# Linha 1 (metro de Samara)
A Linha 1 (em russo:  „Первая линия”, „Линия 1”) atualmente é a única linha de metro de Samara, na Rússia.
Foi inaugurada em 26 de dezembro de 1987 (37 anos) e circula entre as estações de «Alabinskaya» e «Iungorodok». Tem ao todo 10 estações.